# Troglohyphantes brevipes
Troglohyphantes brevipes Deeleman-Reinhold, 1978 è un ragno appartenente alla famiglia Linyphiidae.

## Descrizione
Il maschio ha una lunghezza totale di 2,68 mm; il cefalotorace è lungo 1,20 mm e largo 1,01 mm. Le femmine hanno una lunghezza media di 3,02 mm; il cefalotorace è lungo 1,39 mm e largo 1,15

## Distribuzione
La specie è stata rinvenuta in Bosnia-Erzegovina; a Sebesic e nei pressi di Novi Travnik, nella Bosnia Centrale

## Tassonomia
Al 2013 non sono note sottospecie e non sono stati esaminati nuovi esemplari dal 1978.